# Нідернзілль
Нідернзілль (нім. Niedernsill) —  містечко та громада в австрійській землі Зальцбург. Містечко належить округу Целль-ам-Зе. Громада має свій власний невеликий гірськолижний курорт.
Рада громади складається з 17 членів. Бургомістом міста є Гюнтер Бреннштайнер  від АНП.

## Галерея

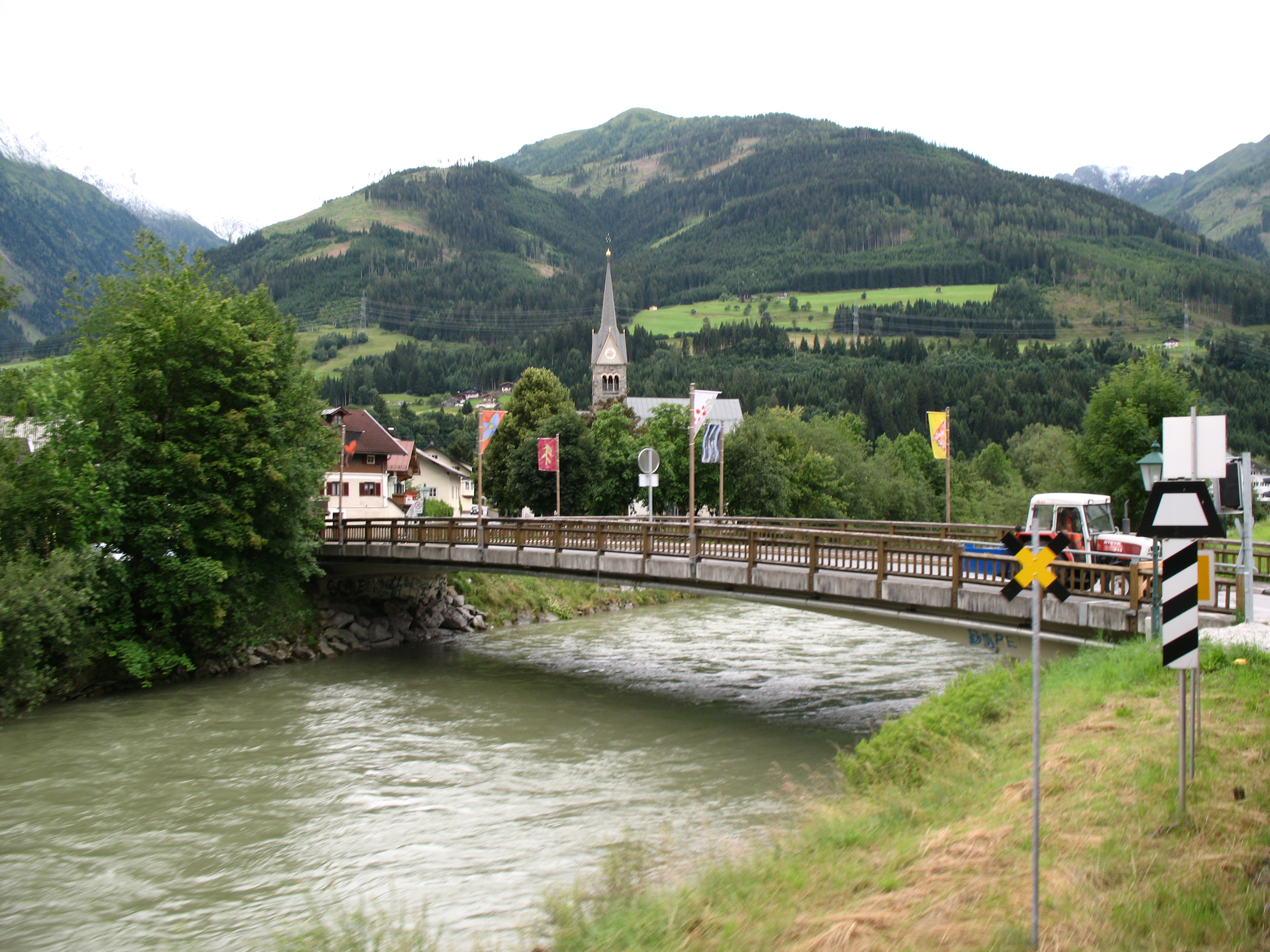
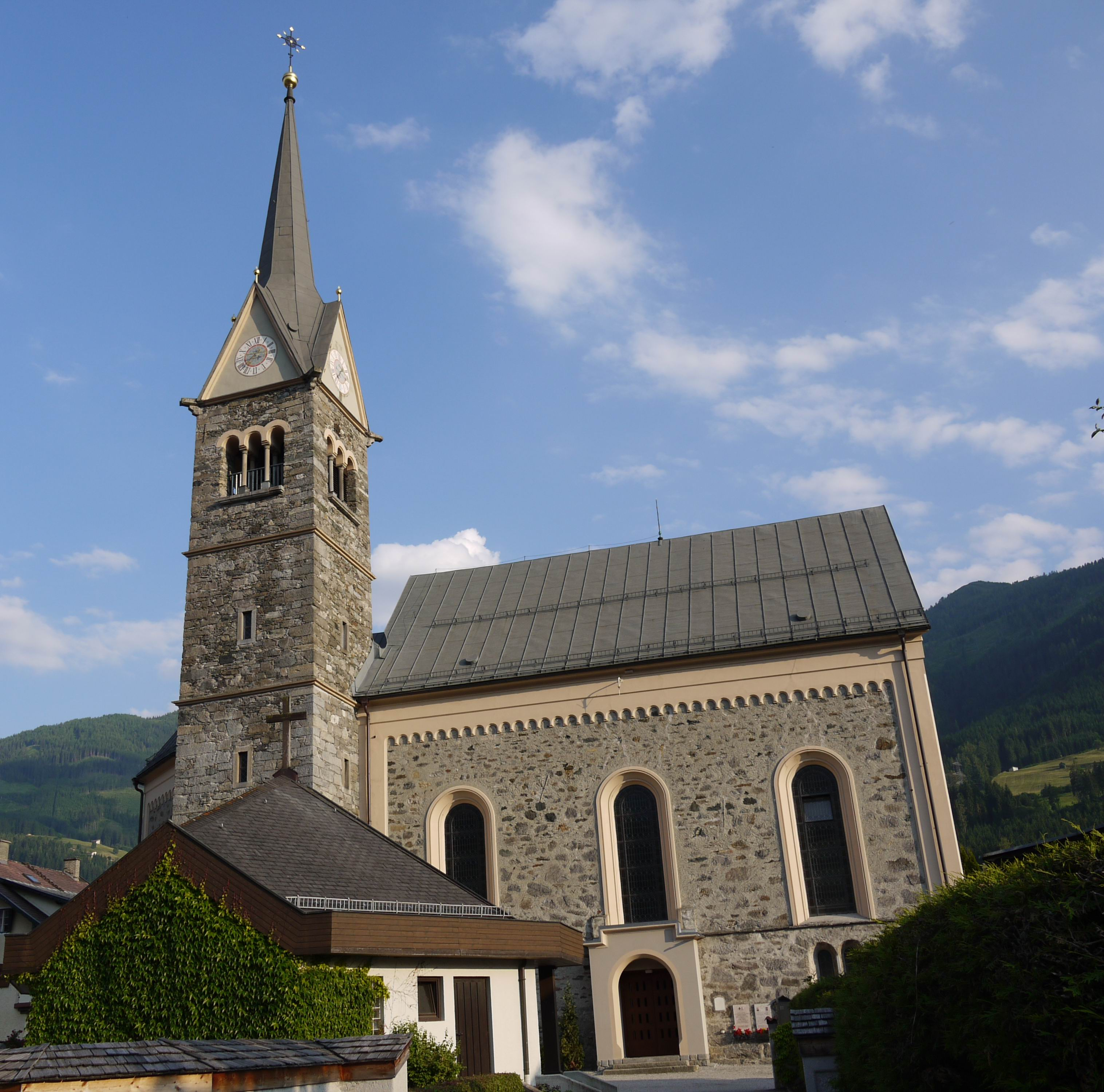